# 헌안왕
헌안왕(憲安王, ? ~ 861년 음력 1월 29일, 재위 : 857년 ~ 861년 음력 1월 29일)은 신라의 제47대 왕이다. 성은 김(金)이고 이름은 의정(誼靖)이다.
본관은 경주(慶州)이며 아버지는 김균정(金均貞, 후에 성덕왕(成德王)으로 추봉)이고, 어머니는 조명부인(照明夫人)이다. 신무왕 김우징(神武王 金祐徵)의 이복 동생이기도 하다.

## 생애
858년에는 4월의 늦서리, 5월부터 7월에 걸쳐 기후가 안좋아서 859년 봄에는 곡물의 가격이 상승해, 국민이 굶주리게 되었다. 구제를 하기 위해서 왕은 각지에 사자를 파견해, 곡물을 나누어 주었다. 동년 4월에는 제방의 수축을 행해 농업 진흥에 노력했다.
860년 9월, 군신과의 연회 시에 왕족 김응렴(金膺廉, 훗날 신라 경문왕)을 등용하여, 장녀를 시집을 보냈다. 그 3개월 후, 재위 5년째의 861년 1월에 병으로 쓰러지고 뒤를 잇게 하는 남자가 없었기 때문에 1월 23일에 사위 김응렴에게 왕위를 선위하고, 1월 29일에 사망했다.

## 가계
- 아버지 : 김균정(金均貞, ?~836) - 성덕왕(成德王)으로 추존
- 어머니 : 조명부인(照明夫人) - 충공(忠恭)의 딸.
  - 이복 형 또는 이종사촌형 : 신라 신무왕(新羅 神武王)
  - 이복 형수 또는 이종사촌형수 : 정계부인(貞繼夫人)
  - 왕비 : 안정왕후 김씨(安貞王后 金氏)
    - 장녀 : 문의왕후 김씨(文懿王后 金氏, 841~870) - 경문왕의 왕후
    - 차녀 : 차비 김씨(金氏, 842~?) 문의왕후의 동생
    - 서자(추정) : 궁예(弓裔)(친부가 헌안왕인지 경문왕인지 불분명)

## 헌안왕이 등장하는 작품
- KBS 《태조 왕건》(2000년~2002년, 배우: 이근우)

## 같이 보기
- 경주 헌안왕릉 - 대한민국 사적 제179호
- 발해
  - 대건황 (857년 ~ 871년)

| 전 대 문성왕 | 제47대 신라 국왕 857년 - 861년 | 후 대 경문왕 |